# جوشوا ديسارت
جوشوا ديسارت (بالإنجليزية: Joshua Dysart)‏ هو كاتب قصص مصورة أمريكي، ولد في 21 يونيو 1971.

## وصلات خارجية
- الموقع الرسمي